# Krakus (1919)
Krakus – polski holownik portowy Marynarki Wojennej z okresu międzywojennego i powojennego, jednostka bliźniacza holownika „Wanda”. Zbudowany w Finlandii w 1919 roku, został zakupiony przez Polskę z przeznaczeniem dla Marynarki Wojennej i wszedł do służby w 1920 roku. Podczas II wojny światowej zdobyty przez Niemców, służył w Kriegsmarine pod nazwą „Kielau”. Po wojnie odzyskany, służył nadal w Marynarce Wojennej pod pierwotną nazwą, a następnie jako BG-5 i H-5. W toku służby przebudowany z napędu parowego na motorowy; skasowany w 1959 roku. Nazwę „Krakus” nosił także w latach 1926–1929 inny holownik cywilny, późniejszy „Lech”.

## Historia
„Krakus” został zakupiony razem z holownikiem „Wanda” przez polską Marynarkę Wojenną w Finlandii, dokąd wiosną 1920 roku udała się delegacja polskiego Departamentu dla Spraw Morskich w celu poszukiwania okrętów dla nowo powstałej marynarki. Oprócz dwóch kanonierek, efektem wizyty stał się zakup dwóch nowych holowników portowych „Kylikki” i „Mielikki”, zbudowanych w 1919 roku w stoczni Crichton Vulkan w Åbo (Turku). Uprzednio Marynarka Wojenna posiadała jedynie dwa małe i starsze płaskodenne holowniki „Castor” i „Pollux”, nadające się tylko w ograniczonym zakresie do żeglugi przybrzeżnej. Dwa nowe bliźniacze holowniki zakupiono 27 sierpnia 1920 roku od fińskiej firmy Nurminen w Åbo. Podniesienie bandery i nadanie nazwy miało miejsce 28 sierpnia 1920 roku w Åbo, przy tym „Kylikki” otrzymał nazwę „Krakus” (od legendarnego władcy Polski). Holownik nosił oryginalnie imię pochodzące od bohaterki eposu Kalevala Kyllikki.

## Opis
„Krakus” był niewielkim holownikiem portowym żeglugi przybrzeżnej. Dane techniczne jednostki są jednak niepewne i w starszych publikacjach większość z nich była nieznana. Według nowszej literatury, długość całkowita wynosiła 17,8 metra, a szerokość 4 metry, zanurzenie natomiast pozostaje nieznane. Starsze źródła podawały długość: około 20 m lub poniżej 20 m. Nie jest jasne, czy podawana wielkość jednostki: 55 ton dotyczy nośności lub pojemności 55 BRT, podawanych typowo jako parametry holowników cywilnych, czy wyporności, jak na ogół opisują ją publikacje poświęcone marynarce wojennej.
Napęd stanowiła maszyna parowa o mocy 120 KM, napędzająca pojedynczą śrubę napędową i pozwalająca na osiągnięcie prędkości do 8 węzłów.

## Służba
Holowniki przybyły po kilku miesiącach do Polski i początkowo zostały w październiku 1920 roku przydzielone do Tymczasowej Przystani Marynarki Wojennej w Wolnym Mieście Gdańsku. W 1921 roku zostały przydzielone do portu w Pucku, podporządkowane Dowództwu Obrony Wybrzeża w Pucku. Elementem identyfikacji „Krakusa” był jeden pasek na kominie („Wanda” miała dwa paski). Dzięki niewielkiemu zanurzeniu dobrze sprawdzały się na płytkich wodach Zatoki Puckiej i pomagały przy pogłębianiu wejścia do portu oraz przekopu Depka. W połowie 1922 roku oba holowniki przebazowano do Gdyni, gdzie rozpoczęto budowę portu wojennego. Podporządkowano je wówczas Dowództwu Floty i Stacji Nadbrzeżnej Gdynia. Oprócz obsługi portu, „Krakus” bywał używany także do innych zadań, na przykład w marcu 1928 roku ratował uwięzione w lodach kutry rybackie. Na początku 1936 roku „Krakus” podporządkowany został Kapitanatowi portu wojennego w Helu. 23 września 1938 roku powrócił na Oksywie, przekazany Komendzie Portu Wojennego w Gdyni.
W chwili wybuchu II wojny światowej holownik podporządkowany był Dowództwu Obrony Wybrzeża z siedzibą w Helu. Kierownikiem holownika był pracownik kontraktowy Janusz Brzeziewicz. Szczegóły jego służby podczas obrony wybrzeża nie są jednak znane. 14 września 1939 roku został zdobyty przez wojska niemieckie w rejonie Gdyni i oddany do służby w Kriegsmarine. Służył w Gdyni pod nazwą „Kielau” (niemiecka nazwa Chyloni), po czym przed końcem wojny został ewakuowany na zachód. Został odnaleziony przez Polską Misję Morską i przejęty 29 stycznia 1946 roku w Neustadt koło Lubeki (razem z polskim holownikiem „Ursus”). Powrócił następnie 28 lutego 1946 roku do Gdyni.
Latem 1946 roku holownik został przekazany przez Główny Urząd Morski Marynarce Wojennej. Banderę MW podniósł ponownie 28 czerwca 1946 roku, pod oryginalną nazwą „Krakus”. W 1949 roku został przebudowany na motorowy, z silnikiem o mocy 210 KM. W czerwcu 1952 roku jego nazwę zmieniono według nowych zasad na BG-5 (od „baza główna”), a w 1957 roku ostatecznie na H-5. Został wycofany i złomowany w 1961 roku.